# Културно друштво „Златна реч”
Културно друштво „Златна реч” је удружење стваралаца са седиштем у Ласеу у Доњој Аустрији.

## Историја
Основано је 21. априла 2016. године у Ласеу надомак Беча. Његов оснивач, први и актуелни председник је песник, прозни писац и хуманитарац Славица Клајн.
Друштво има значајну улогу у културном животу Срба у Аустрији, а сарађује и са ствараоцима из матице Србије. Приређивач је Фестивала српско-аустријске културе и уметности (SÖFKU), један од организатора песничких вечери на тему „Стоп насиљу над женама” у Аустрији, те других књижевних вечери, изложби и осталих манифестација које за циљ имају очување и представљање српског језика, културе и традиције у Аустрији и повезивање српског и аустријског стваралаштва, нарочито младих и неафирмисаних аутора.
Оснивач Златне речи Славица Клајн средствима прикупљеним од продаје књига на промоцијама помаже рад манастира Свете Петке у Извору код Параћина и породице којима је то потребно.
Рад Златне речи повезан је са Културно-историјским центром „Српска круна” из Крагујевца.

## 
Најзначајнија манифестација коју Културно друштво „Златна реч” приређује је међународни „Фестивал српско-аустријске културе и уметности” (SÖFKU). Први је одржан 2017. године и сваки је посвећен неком од српских великана који су свој народ најбоље презентовали у свету или који су на свом путу имали додирних тачака са Аустријом. Уједно, насловни великан увек је тема зборника који садржи радове учесника. Фестивал чине књижевне вечери, изложбе, панел-дискусије... Осим званичног дела програма, учесницима фестивала је на располагању и обилазак бечких знаменитости. Исто тако, сам фестивал се одржава у некој од њих, па је, примера ради, други по реду одржан у палати Шенбрун.
До сада је фестивал изнедрио следеће зборнике:
- Милош Црњански (2017)[9]
- Лаза Костић (2019)[1]
- Светосавска звона – поезија шапуће o нама (2020)[10]
- Кроз Вуково слово – ћирилица, обичаји и ми (2021)[11]

Сви зборници штампани су уз суфинансијску помоћ Управе за сарадњу с дијаспором и Србима у региону.

## Изложбе
- Српска револуција и стварање модерне државе Србије (1804–1878) у Бечу 2016[12]
- Хлеб, славски колач – симбол живота у Словенским Коњицама 2017[13]